# Encephalosphaera
Encephalosphaera är ett släkte av akantusväxter. Encephalosphaera ingår i familjen akantusväxter.
Kladogram enligt Catalogue of Life:
| Encephalosphaera | \| \| Encephalosphaera lasiandra \| \| \| \| \| \| Encephalosphaera puberula \| \| \| \| \| \| Encephalosphaera vitellina \| \| \| \| |
|                  | \| \| Encephalosphaera lasiandra \| \| \| \| \| \| Encephalosphaera puberula \| \| \| \| \| \| Encephalosphaera vitellina \| \| \| \| |
|                  | Encephalosphaera lasiandra |
|                  | |
|                  | Encephalosphaera puberula |
|                  | |
|                  | Encephalosphaera vitellina |
|                  | |